# Phalaenopsis hainanensis
Phalaenopsis hainanensis (возможные русские названия Фаленопсис хайнаньский, или Фаленопсис хаинаненсис) — эпифитное трявянистое растение семейства Орхидные.
Вид не имеет устоявшегося русского названия, в русскоязычных источниках используется научное название Phalaenopsis hainanensis.
По некоторым источникам Phalaenopsis hainanensis является синонимом Phalaenopsis wilsonii.

## История описания
Открыт и описан в 1974 г. китайскими биологами Т.Тангом и Ф. Т. Вангом. Встречается только в китайских провинциях Хайнань и Юньнань, по названию первой из которых и получил своё название.
Занесен в Красную книгу МСОП. Исчезающий вид.

## Биологическое описание
Миниатюрный моноподиальный эпифит.
Листья от 3 до 4 см.(5-7) в длину.
Соцветие разветвлённое, длиной до 55 см.
Цветки ароматные, около 3-х см в диаметре, бледно-розовые, губа более темная. Цветки не увядают около месяца.

## Ареал, экологические особенности
Китай, провинции Хайнань (Hainan) и Юньнань (Yunnan).
Встречается в горных лесах на высотах около 2000 метров над уровнем моря.
Средние температуры (°C) (Yunnan, горный регион Тэнчун, 1600 метров над уровнем моря. (ночь\день)). 

- январь — 0\17
- февраль — 2\18
- март — 5\23
- апрель — 9\24
- май — 14\25
- июнь — 16\23
- июль — 17\24
- август — 17\25
- сентябрь — 15\25
- октябрь — 12\21
- ноябрь — 5\20
- декабрь — 3\16

Осадки (мм) Yunnan, горный регион Тэнчун, 1600 метров над уровнем моря.

- январь 10
- февраль — ?
- март — 40
- апрель — 30
- май — 70
- июнь — 140
- июль — 240
- август — 300
- сентябрь — 270
- октябрь — 150
- ноябрь — 140
- декабрь — 30

## В культуре
Температурная группа: от холодной до умеренной. В культуре лёгкий, период цветения весна — начало лета.
Общая информация о агротехнике в статье Фаленопсис.